# Dariusz Rudnicki
Dariusz Rudnicki (* 28. Juni 1981 in Dziernowio) ist ein ehemaliger polnischer Radrennfahrer.

## Sportlicher Werdegang
Dariusz Rudnicki begann seine Karriere 2001 bei dem polnischen Radsportteam Legia. In seinem zweiten Jahr dort gewann er eine Etappe beim FBD Insurance Rás. 2003 wurde er Erster der Gesamtwertung bei der Dookoła Mazowsza, gewann eine Etappe beim Course 4 Asy Fiata Autopoland und wurde polnischer U23-Straßenradmeister. Im Jahr darauf war er auf einem Teilstück des Course de la Solidarité Olympique erfolgreich. 2005 fuhr er für die Mannschaft Skil-Moser und gewann jeweils eine Etappe bei der Bałtyk-Karkonosze Tour und bei der Idea Mazovia Tour. 2006 wechselte Rudnicki zum polnischen Professional Continental Team Intel-Action. Sein letzter Sieg war 2009 der beim Prolog von Dookoła Mazowsza. 2012 beendete er seine internationale Laufbahn beim BDC-Marcpol Team.

## Erfolge
2002
- eine Etappe FBD Insurance Rás

2003
- Gesamtwertung Dookoła Mazowsza
- eine Etappe Course 4 Asy Fiata Autopoland
- Polnischer Meister – Straßenrennen (U23)

2004
- eine Etappe Course de la Solidarité Olympique

2005
- eine Etappe Bałtyk-Karkonosze Tour
- eine Etappe Idea Mazovia Tour

2009
- Prolog Dookoła Mazowsza